# Saint-Mard-sur-Auve

Saint-Mard-sur-Auve este o comună în departamentul Marne, Franța. În 2009 avea o populație de 54 de locuitori.